# Villers-sur-Nied
Villers-sur-Nied là một xã trong vùng Grand Est, thuộc tỉnh Moselle, quận Château-Salins, tổng Delme. Tọa độ địa lý của xã là 48° 55' vĩ độ bắc, 06° 32' kinh độ đông. Villers-sur-Nied nằm trên độ cao trung bình là 250 mét trên mực nước biển, có điểm thấp nhất là 244 mét và điểm cao nhất là 358 mét. Xã có diện tích 4,25 km², dân số vào thời điểm 2005 là 67 người; mật độ dân số là 15,2 người/km².

## Thông tin nhân khẩu
| 1962 | 1968 | 1975 | 1982 | 1990 | 1999 |
| ---- | ---- | ---- | ---- | ---- | ---- |
| 69   | 70   | 60   | 61   | 53   | 63   |